# Načelo komprehenzije
Načelo komprehenzije je aksiom iz teorije skupova.
U zadanom svojstvu {\displaystyle \varphi (x)} je skup čiji su elementi baš oni koji objekti imaju to svojstvo, tj. 
{\displaystyle \left\{x:\varphi (x)\right\}}
je skup.
Neograničeno načelo komprehenzije, aksiom komprehenzije (apstrakcije) nalazimo u naivnoj teoriji skupova. Po njemu svako svojstvo određuje neki skup, odnosno da svaka formula prvog reda određuje neki skup.
Analizom Cantorovih radova nameće se zaključak da skoro svi poučci koje je dobio daju se izvesti iz triju aksioma: aksioma rasprostranjenosti (ekstenzionalnosti), aksioma tj. načela komprehenzije i aksioma izbora.
Općeniti oblik za aksiom komprehenzije je
{\displaystyle \forall z_{1},\forall z_{2},\dots \exists a\forall x[\ x\in a\leftrightarrow P(x)]\ }
Uskoro su se pojavili paradoksi. Bertrand Russell je našao jedan paradoks. Russellov paradoks je prvi primjer kolekcije objekata koja nije skup. Tako je Russell pokazao da se ne može primjenjivati Cantorovo načelo komprehenzije prilikom izgradnje skupova, što bi značilo da se nema nikakvih kriterija kako graditi skupove.